# Костёнкова, Людмила Константиновна
Людмила Константиновна Костёнкова (27.12.1946 — 11.10.2001) — доярка опытно-производственного хозяйства «Заря» Новгородского района Новгородской области, полный кавалер ордена Трудовой Славы (1985).

## Биография
Родилась 27 декабря 1946 года в Куньинском районе Великолукской области (ныне — Псковская область)[уточнить].
С мая 1964 по август 1965 года — рабочая опытно-производственного хозяйства (ОПХ) «Заря» Новгородского района Новгородской области. С июня 1970 года — доярка в этом же хозяйстве.
Указом Президиума Верховного Совета СССР от 10 февраля 1975 года награждена орденом Трудовой Славы 3-й степени.
Досрочно выполнила задание десятой пятилетки (1976—1980 годы). Включившись во Всесоюзное социалистическое соревнование работников животноводства за увеличение производства и заготовок продуктов животноводства, в зимний период 1979—1980 годов добилась перевыполнения плановых заданий на 112—114 процентов. В 1980 году как лучшая доярка хозяйства была переведена на группу коров племенного ядра.
Указом Президиума Верховного Совета СССР от 16 декабря 1980 года награждена орденом Трудовой Славы 2-й степени.
В одиннадцатой пятилетке (1981—1985 годы) активно участвовала во Всесоюзном социалистическом соревновании за повышение эффективности производства и качество работы увеличила продуктивность коров в сравнению с десятой пятилеткой на 1240 килограммов, или на 36 процентов, а пятилетнее задание по производству молока выполнила к 12 мая 1986 года. На 25 процентов перевыполнила план 1984 года, надоив по 4980 килограммов молока, что на 456 килограммов больше чем в первом году пятилетки. Участвуя во Всесоюзном социалистическом соревновании работников животноводства за увеличение производства и заготовок продуктов животноводства в зимний период 1984—1985 годов, надоила по 3812 килограммов молока на одну фуражную корову, что на 0.3 килограмма больше чем по ферме и на 1039 килограммов больше чем по хозяйству. За 7 месяцев 1985 года надоила по 3260 килограммов молока, что на 770 килограммов больше годового плана и на 204 килограмма выше уровня 1984 года. По итогам первого полугодия 1985 года ОПХ «Заря» было присуждено Переходящее Красное знамя Новгородского обкома КПСС, облисполкома, облсовпрофа и обкома ВЛКСМ.
Указом Президиума Верховного Совета СССР от 5 декабря 1985 года за успехи в увеличении производства продуктов животноводства в зимний период 1984/85 года, досрочное выполнение заданий одиннадцатой пятилетки и проявленный трудовой героизм Костёнкова Людмила Константиновна награждена орденом Трудовой Славы 1-й степени. Стала полным кавалером ордена Трудовой Славы.
Мастер животноводства первого класса.
Жила в деревне Заверяжье, а затем в деревне Борки Новгородского района. Умерла 11 октября 2001 года.

## Награды
Награждена орденами Трудовой Славы 1-й, 2-й, 3-й степеней:
3 ст. 14.02.1975 № 19532
2 ст. 16.12.1980 № 4135
1 ст. 05.12.1985 № 167
- медалями, в том числе медалями ВДНХ СССР, знаками «Ударник пятилетки», «Победитель социалистического соревнования»[1].